# Мелісс
Мелі́сс Само́сський (Μέλισσος ὁ Σάμιος) — давньогрецький політик з острова Самос та філософ 5 століття до н. е. бл. 485 — бл. 425 до н. е., досократик. Учень Парменіда, останній представник Елейської школи.
Йому належить вчення про те, що буття нескінченне в часі (часу не існує). Імовірно першим припустив нескінченність Всесвіту. Мелісс написав трактат «Про природу, або Про суще», фрагменти якого збереглися до сьогодні в коментарях Сімпліція до «Фізики» Аристотеля і в псевдо-арістотелевському трактаті «Про Мелісса, Ксенофана, Горгія».

## Біографія
Згідно записів Діогена Лаертського, Мелісс народився у Самосі, був сином Ітагена. Його вчителями стали Парменід, спілкувався з Гераклітом. Плутарх згадував, що Мелісс командував самоським флотом під час війни з Афінами в 440 році до н. е. Попри обмаль кораблів і недосвідченість війська, флот здобув перемогу. Пізніше Перікл здійснив контратаку, взяв Самос в облогу і змусив місто здатися.

## Погляди
Мелісс розвинув метафізичні та ідеалістичні тенденції елеатів. Філософ критикував і піфагорейство, і Геракліта, і Емпедокла, і атомістів, відстоюючи думку про розуміння буття як єдиного, нерухомого, нерозчленованого, безтілесного, дорозумного, нескінченного та самототожного. Першим висловив твердження, що ніщо не виникає з нічого чи, інакше, буття не виникає з небуття. На відміну від Парменіда, вважав Всесвіт є нескінченним не лише в часі, а й у просторі. Богів вважав непізнаваними, тому про них безглуздо що-небудь стверджувати.

### Онтологічні погляди
Мелісс навів дванадцять атрибутів буття:
1. ненароджене;
2. немає початку і кінця в часі;
3. немає початку і кінця у просторі;
4. єдине;
5. абсолютно однорідне;
6. не збільшується і не зменшується;
7. незмінне;
8. не відчуває болю і смутку;
9. абсолютно повне;
10. нерухоме;
11. не має густини;
12. безтілесне.

Наведеними атрибутами Мелісс намагався провести кардинальну різницю між істинним буттям і примарністю. Те, що сприймають органи чуття, характеризується повною протилежністю до перелічених ознак.